# Fără familie (film din 2000)

Fără familie  (titlul original: în franceză Sans Famille) este un film serial francez produs de Jean-Daniel Verhaeghe, difuzat în anul 2000. Este o adaptare a romanului Singur pe lume a scriitorului francez Hector Malot.

## Fișa tehnică
- Titlu: Sans famille
- Realizator: Jean-Daniel Verhaeghe
- Scenariu: Frédéric Vitoux după romanul Singur pe lume de Hector Malot
- Producatori: Jean-Pierre Guérin, Marc Jenny, Oldrich Mach, Oliver Schündler și Christophe Valette
- Musica: Carolin Petit
- Fotografie: Jirí Macháne
- Montaj: Julieta Solis
- Țara de origine: Franța
- Forma : Color
- Gen: Dramă
- Durata: 180 minute (2x90 min)

## Distribuție
- Pierre Richard: Vitalis / Vitalo Pedrotti
- Jules Sitruk: Rémi
- Stefano Dionisi: Georg von Strauberg
- Veronica Ferres: Johanna von Strauberg
- Marianne Sägebrecht: Mère Barberin
- Claude Jade: Belle Dame
- Bernard Fresson: Padrone Garofoli
- Marcel Dossogne: Charles Fontane
- Philippe Nahon: Père Barberin
- Frédéric Deban: Cambrioleur Julien
- Pierre Forest: Patron